# Katal
Katal (kat) – jednostka SI aktywności katalitycznej enzymów (aktywność enzymatyczna) i innych katalizatorów. Jeden katal to taka ilość katalizatora, która zwiększa szybkości reakcji o 1 mol/s w określonych warunkach.
Jednostka ta została zarekomendowana do stosowania w miejsce jednostki enzymu (U) w roku 1978 przez Nomenclature Committee of the International Union of Biochemistry:
{\displaystyle \mathrm {1\,kat=1\,{\frac {mol}{s}}=60\cdot 10^{6}\,U} }
{\displaystyle \mathrm {1\,U\approx 16{,}67\cdot 10^{-9}\,kat=16{,}67\,nkat} }
Na 21. Generalnej Konferencji Miar w październiku 1999 katal został uznany za jednostkę pochodną układu SI.
Ponieważ katal w porównaniu do U jest jednostką bardzo dużą, typowo stosuje się mikro-, nano- i pikokatale (μkat, nkat i pkat).